# Carlos Sanhueza
Carlos Sanhueza (12 de febrero de 1928 - 4 de septiembre de 1972) es un extenista chileno de los años 1950 durante la era aficionada. Representó a Chile en la Copa Davis en múltiples ocasiones. En la Copa Mitre, ganó el título en 1952 y 1953. En los Juegos Panamericanos, ganó la medalla de plata en 1951 en dobles con Luis Ayala. Fue contemporáneo también de Ricardo Balbiers, Andrés Hammersley y Marcelo Taverne.